# NGC 3930A
NGC 3930A (другое обозначение — PGC 213893) — галактика в созвездии Большая Медведица.
Этот объект не входит в число перечисленных в оригинальной редакции «Нового общего каталога» и был добавлен позднее.